# Mylitta Fluctus (quadrangle)

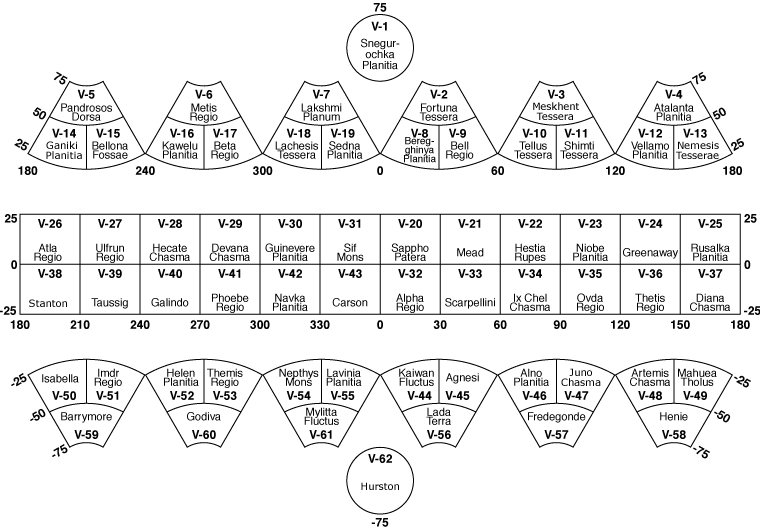
Quadrangles op Venus op schaal 1 : 5.000.000

Mylitta Fluctus (V–61; breedtegraad 50°–75° S, lengtegraad 300°–360° E) is een quadrangle op de planeet Venus. Het is een van de 62 quadrangles op schaal 1 : 5.000.000. Het quadrangle werd genoemd naar de gelijknamige lavastroom die op zijn beurt is genoemd naar Mylitta, een Semitische godin.

## Geologische structuren in Mylitta Fluctus
Coronae
- Boala Corona
- Jord Corona
- Kamui-Huci Corona
- Quetzalpetlatl Corona

Dorsa
- Spidola Dorsa

Fossae
- Enyo Fossae
- Naijok Fossae
- Narundi Fossae
- Nike Fossae

Fluctus
- Cavillaca Fluctus
- Juturna Fluctus
- Mylitta Fluctus

Inslagkraters
- Alcott
- Grey
- Jane
- Kristina
- Meitner
- Melina
- Nadeyka
- Sandi

Linea
- Kalaipahoa Linea
- Molpadia Linea
- Morrigan Linea
- Penardun Linea

Paterae
- Tarbell Patera

Planitiae
- Lavinia Planitia

Terrae
- Lada Terra

Tesserae
- Magu Tessera

Valles
- Chasca Vallis